# NGC 6458
NGC 6458 is een lensvormig sterrenstelsel in het sterrenbeeld Hercules. Het hemelobject werd op 2 juli 1864 ontdekt door de Duitse astronoom Albert Marth.

## Synoniemen
- UGC 10994
- MCG 3-45-29
- ZWG 112.51
- KCPG 525A
- NPM1G +20.0530
- PGC 60911